# 류소라
류소라(1994년 3월 30일 ~ )는 대한민국의 2014년 미스코리아 미(美)이다.

## 프로필
- 출생: 1994년 3월 30일
- 신체: 173.8cm, 55kg, 36-25-35
- 학력: 서울예술대학교 한국음악과
- 수상: 2014년 미스코리아 미(美), 2014년 미스코리아 경남 선(善)
- 경력: 2014년 한국음악산업협회 홍보대사, 2014년 초록우산 어린이재단 홍보대사
- 취미: 골프, 공연관람
- 특기: 해금, 아쟁